# 黑色高地
《黑色高地》（原名）是第一人稱射擊遊戲《戰慄時空》的非官方遊戲重製版，以《戰慄時空2》的Source引擎製作。模组于2004年开始制作，在2012年9月4日发布了非完整版本。模组包括单人游戏流程，也擁有多人死鬥（Deathmatch），游戏体验、剧情和《戰慄時空》基本一致，但因为使用Source引擎制作，畫面素材较原作有很大提升，成为了该模组的卖点之一。模组由黑色高地模组团队（Black Mesa Modification Team）开发制作。本作使用了Valve在2007年發表的Source引擎版本(Source SDK 2007)，大幅提升了遊戲畫面的細膩度，且開發者在遊戲中加入了一些新的細節，提升了本作的遊戲性。
這個由四十位自願者組成的開發團隊表示，他們希望能夠塑造出一個更加引人入勝、充滿變化、逼真的遊戲環境。在長達八年的開發中，《黑色高地》受到了許多矚目，也吸引了Valve公司的注意，但由於開發進度緩慢，屢次延後，他們於2009年與2010年兩次登上了《連線》雜誌的「年度蒸發遊戲」。
本遊戲的前半部，從章節「Black Mesa Inbound」到「Lambda Core」，已在2012年9月14日发布。Valve公司已透過Steam平台中的「Greenlight」公開投票，讓《黑色高地》正式發佈在Steam平台。
2015年5月5日，付費版本以＂搶先體驗（Early Access）＂的方式在Steam平台上架，比起免費版本多了多人遊戲模式。
2019年8月4日開放「Xen」和「Gonarch's Lair」故事章節更新並將地圖擴大。於2019年12月25日釋出「Interloper」和「Nihilanth」故事章節更新。
2020年3月5日，正式版本1.0更新。

## 遊戲
《Black Mesa》的遊戲內容大致上與原作《戰慄時空》相同，玩家會隨著遊戲的發展獲得各種武器，並且需要戰鬥和解謎才能過關。遊戲中主角將會穿著H.E.V防護衣，其特點就是能夠減緩槍擊、輻射、熱能等對於人體的傷害，此外亦能使用手電筒與衝刺能力，在遊戲進行到"Lambda Core"章節時，防護衣會進一步升級，而得到長程跳躍的能力。
遊戲畫面左下方會有生命值、防護衣能量、彈藥量顯示，玩家可透過急救站和能量幫浦來補充生命值與能量，另外在特定的地點也能找到急救包、防護衣能量補給以及武器彈藥，而許多的木箱藏有上述物品，玩家可用鐵撬打碎木箱來獲得補給。
與《戰慄時空》主要的差別在於本作使用了Source引擎來表現原來《戰慄時空》基於GoldSrc引擎所表現不出來的物理元素,例如擊碎木箱時飛濺碎片的效果。而畫面也遠比2004年發布的《戰慄時空：次世代》來得更加精緻。

## 劇情
玩家所扮演的是黑色高地研究中心聘僱的理論物理學家，高登·弗里曼(Gordon Freeman)。遊戲開始時，弗里曼透過研究中心內的運輸系統準備前往異常物質實驗室工作。在這期間弗里曼從科學家們的對話得知電腦系統錯誤複雜化了，他需要穿著H.E.V防護衣才可以進入實驗室進行實驗。當弗里曼將樣品推進行掃瞄雷射分析儀時，意外的引發了「串聯共振」現象，開啟了Xen和地球之間的傳送門，導致大量外星異形入侵。弗里曼因此得逃往地面求援。在經過黑色高地設施的殘骸和抵擋異形的攻擊時，高登從沿途倖存者中得知救援部隊很快到來，卻發現黑色高地已被政府所派出的「危險環境戰鬥部隊」佔領，而且為補救和滅口，不停殺死異形和科學家，高登必須在異型與軍隊的攻擊下逃出生天，並且阻止這整起事件變得更加嚴重。

### 角色
- 高登·弗里曼

理论物理学家，毕业于麻省理工大学，并且拿到了哲学博士头衔。在他的导师艾萨克·克莱纳的帮助下，进入黑色高地工作，被分配到了異常物质实验室C区。在串联共振意外发生后，展开逃亡之旅。
- 艾萨克·克莱纳（Isaac Kleiner）

弗里曼在麻省理工的导师，为弗里曼在黑色高地找到工作。在意外发生后幸存了下来，最终逃离黑色高地。在《戰慄時空2》中作为主要角色出现。
- 伊莱·凡斯（Eli Vance）

物理学家及研究员，毕业于哈佛大学，是弗里曼和克莱纳的好友。在意外发生后幸存了下来，最终逃离黑色高地。在《戰慄時空2》中作为主要角色出现。
- 科学家

黑色高地从事研究工作的科学家，在弗里曼逃亡的路途中，给弗里曼指引和帮助。
- 警卫

负责保卫黑色高地安全的警卫人员，为科学家们传递消息，也为弗里曼提供火力支援、指引。
- 尼赫倫斯（Nihilanth）

故事的最終魔王。
- G-Man

神秘角色

## 遊戲開發
2004年，在戰慄時空二發表後，Valve公司陸續使用Source引擎重製了先前發表的遊戲作品，其中包含了在1998年獲得高度評價的遊戲：戰慄時空，並命名為《戰慄時空：次世代(Half-Life : Source)》，這是由官方發表的重製版本。Source引擎帶來的圖像效果比起先前使用的GoldSrc引擎有明顯的進步，並且該遊戲使用了Havok物理引擎，改善了水紋與光影效果的呈現；然而，遊戲中的建築、紋理、人物與物件模組材質卻沒有改進。
《戰慄時空：次世代》的評價兩極，IGN對於新的介面與其他的技術上特色頗有好評，但它也指出，跟其他使用Source引擎的重製作品比起來，該遊戲的改進程度並不足夠。Gameplay則表示，重製的作品的確有進步，但遠遠不及玩家們所期待的畫質。Valve執行長Gabe Newell則表示，無可避免的，將會有熱情的玩家將會自己使用Source引擎來進行下一個戰慄時空的重製，例如黑色高地(Black Mesa)。
2004年，兩組獨立的自願團體各自發表了Leakfree計畫與Half-Life: Source Overhaul計畫，它們的目標很簡單─使用Source引擎完整重製戰慄時空。這兩個團體很快的發現彼此有共同的目標，並合併成一個由13人組成的團隊，團隊名為《Black Mesa: Source》，後來"Source"在Valve官方的要求下被移除了，理由是官方認定這個次標題會使玩家誤以為它是官方發布的遊戲。
現今該團隊已成長到40人的規模，他們的工作包含遊戲設計、程式編寫、模組開發、紋理美化、聲音引擎、語音錄製以及其他事務。他們表示他們希望完整保留遊戲規則與故事情節，而著重在使用Source引擎達到更優秀的遊戲畫面，此外，關卡設計師也將一些不合理或過於冗長的遊戲區域進行了簡化。遊戲中的地圖也有增大的趨勢，例如水力發電廠一景，地圖的大小至少是原來的二十倍以上。
一開始他們使用的Source引擎是Valve公司在2004年與《絕對武力：次世代(Counter-Strike : Source)》共同發表的版本，後來他們採用了2007年與橘盒共同發表的版本，這個版本在粒子效果與臉部表情上有更好的表現，並且也支援多核心處理。开发团队最近将游戏所用的引擎改成了2013版Source，此版本有更快的载入速度以及对Mac OS X与Linux的支持。2016年10月27日，《黑山》的Linux版本发布。
除了遊戲之外，由Joel Nielsen設計的主題音樂已經獨立發佈為遊戲原聲帶。

## 發佈與上市
遊戲開發團隊分別在2005與2008年發表了簡短與完整版的遊戲預告影片，並且也在製作過程中陸續發表了遊戲截圖、影像以及藝術作品。Black Mesa原本預定的正式發表時間是2009年秋季，但實際製作進度並不能趕上期限，因而將發表時間改成"做好的時候"。
2012年六月十日，開發團隊宣布，當他們在Facebook的粉絲專頁案讚數達到兩萬人時，他們就會公開新的遊戲影音資源。這個目標在消息宣布的隔天就達到了，他們隨即公開了八張新的遊戲截圖，並且宣布將會開始透過各種傳媒公告該遊戲的正式發表。
同年九月二日，計劃領導人Carlos "cman2k" Montero宣布遊戲前半部的發表日期將定在九月十四日。
該遊戲的前半部如期發佈，玩家可以下載開發團隊發佈的免費模組，透過Steam平台遊玩，值得注意的是，這項決議是Valve透過Steam平台中的綠光計畫(Greenlight)，讓玩家公投達成的。目前發佈的版本包含了原本戰慄時空章節的前半部，至於Xen以後的章節將會在之後發佈。遊戲開發團隊估計完成前半部的內容約需八至十個小時。
2015年5月5日，付費版本的黑色高地以＂搶先體驗（Early Access）＂的方式，在Steam平台上市，不包含之前提到的Xen部分。2016年10月27日，首个面向Linux平台的测试版发布。

### 更新
2015年6月15日，游戏的首个更新（0.1.0）发布了。内容包含一张新的死亡竞赛地图（dm_stack）及数个多人游戏用玩家模型。同时有对单人及多人游戏中的BUG的修复。
2015年12月22日，版本0.2.0（名为“The Crossfire Update”）发布了。此次更新包含一张新的多人游戏地图（Crossfire）、新的武器模型、画面与本地化内容的改进、Steam控制器支持以及地图平衡的升级。
2016年5月15日，版本0.3.0（名为“The Surface Tension Update”）发布了。此次更新将知名模组“Surface Tension Uncut”加入游戏（此模组的开发者TextFAMGUY1之前加入了开发团队），新增内容将单人游戏的流程延长了接近1个小时。同时加入了高质量阴影贴图（Cascaded Shadow Maps）与5种新增语言，并改进了地图的载入速度。与之前的更新相同，0.3.0也额外包含（单人及多人游戏中的）游戏平衡与关卡设计的改变，以及对BUG的修复。此次更新的重要内容为单人游戏中的AI系统的改进。

## 模组
Surface Tension Uncut是《黑山》的非官方模组，使用（没有包含在重制中的）原游戏中的内容扩充了关卡“Surface Tension”。开发者为Chon Kemp，在游戏的官方论坛中的昵称为TextFAMGUY1。

## 評價

### 发布前
| 汇总媒体   | 得分               |
| ---------- | ------------------ |
| Metacritic | 86/100 (9 reviews) |

| 媒体           | 得分 |
| -------------- | ---- |
| 电脑与电子游戏 | 8.5  |
| Destructoid    | 8/10 |
| Eurogamer      | 9/10 |
| GamesTM        | 9/10 |

在遊戲的開發過程中，Black Mesa受到了各個電子遊戲商的注意，Computer Gaming World, PC PowerPlay,以及PC Gamer UK等雜誌也都為它寫了專欄。當Valve宣布Black Mesa在Steam上開始流通時，他們也說：我們和大家一樣都渴望趕快開始玩這個遊戲。
於開發期間，他也於2005、2006年連續獲得了Mod DB給予的"最佳未發佈模組"的稱號。於2007年，Mod DB發表了他們對本遊戲高度的評價。
2009年十二月，開發團隊把測試版本的遊戲內容提供給PC PowerPlay雜誌，他們的評價是：這個遊戲看起來、聽起來、玩起來都比以前好得太多了，內容上微妙的更動讓這個遊戲有十足的進步。他們也在專欄中提到，五年長的開發時間、停滯的網頁動態，實在讓玩家們煎熬，但遊戲的製作團隊正在努力趕工。

### 发布后
模組發佈後，普遍的回應都非常正面，在Metacritic上得到了86/100的高分。由於精緻的畫面，優秀的製作水準，《黑色高地》被認為是極好的模組。Destructoid评论此游戏为“某些东西感觉很熟悉，但也很新鲜”。
《黑色高地》贏得了2012年Mod DB的"最佳模組獎"。